# Све је добро што се добро сврши
Све је добро што се добро сврши (ен. All's Well That Ends Wel) јесте комедија Вилијама Шекспира.
Дело је засновано на причи о Ђилети ди Нарбона из Бокачевог Декамерона. Шекспиролог Ф. Е. Халидеј је спекулисао да је Шекспир можда прочитао француски превод приче.
Комедију је на српски превео Велимир Живојиновић.
Нема доказа да је дело било популарно у Шекспировом животу и да је од тада остала једно од његових мање познатих остварења делом због неортодоксне мешавине логике бајке, преокрета полних улога и циничног реализма. 
Према анализи стручњака из Оксфорда објављене 2012, Шекспир је дело писао са Томасом Мидлтоном или је он касније сређивао комад.
Фредерик С. Боас је 1896.  сковао термин „проблематичан комад“ и груписао је Све је добро што се добро сврши у ову категорију са Хамлетом, Троилом и Кресидом и Мером за меру.

## Заплет
Хелена, нискорођена штићеница француско-шпанске грофице, заљубљена је у грофичиног сина Бертрама, који је према њој равнодушан. Бертрам одлази у Париз да замени свог покојног оца на позицији помоћник аболесном краљу Француске. Хелена, ћерка недавно преминулог лекара, прати Бертрама, наводно да понуди краљу своје исцелитељсске услуге. Краљ је скептичан, а она животом гарантује за лек: ако он умре, она ће бити убијена, али ако он преживи, она може изабрати мужа са двора.
Краљ је излечен и Хелена бира Бертрама, који је одбија, због њеног сиромаштва и ниског статуса. Краљ га приморава да је ожени, али након церемоније Бертрам одмах одлази у рат у Италију без поздрава супрузи. Каже да ће се оженити њом тек након што она буде трудна и када буде носила његов породични прстен. Хелена се враћа кући грофици, која је ужаснута оним што је њен син учинио, и тврди да је Хелена њено дете уместо Бертрама.
У Италији, Бертрам је успешан у ратовању као и завођењу локалних девица. Хелена га прати у Италију. Склапа пријатељство са Дајаном, девицом у коју је Бертрам заљубљен, и договарају да Хелена заузме њено место у кревету. Дајана добија Бертрамов прстен у замену за један Хеленин прстен. Тако Хелена, без Бертрамовог знања, конзумира брак и носи његов прстен.
Хелена лажира сопствену смрт. Бертрам, мислећи да је се решио, долази кући. Покушава да ожени ћерку локалног лорда, али се појављује Дајана и раскине веридбу. Хелена се појављује и објашњава замену прстена, најављујући да је испунила Бертрамов изазов; Бертрам, импресиониран свиме што је учинила да га освоји, куне јој се у своју љубав. Тако се све добро завршава.
Дело саджи подзаплет о Паролесу, Бертрамовом нелојалном сараднику: Неки од лордова на двору покушавају да објасне Бертрамау да је његов пријатељ Паролс хвалисавац и кукавица. Они убеђују Пароллеса да пређе на непријатељску територију и донесе бубањ који је оставио за собом. Док су на путу, они се представљају као непријатељски војници, киднапују га, повезују му очи и, уз Бертрам посматра, натерају га да изда своје пријатеље и укаља Бертрамов лик.